# Hyalinobatrachium aureoguttatum
Hyalinobatrachium aureoguttatum är en groddjursart som först beskrevs av Barrera-Rodriguez och Pedro M. Ruiz-Carranza 1989.  Hyalinobatrachium aureoguttatum ingår i släktet Hyalinobatrachium och familjen glasgrodor. IUCN kategoriserar arten globalt som nära hotad. Inga underarter finns listade i Catalogue of Life.